# Bačvice (Bośnia i Hercegowina)
Bačvice – wieś w Bośni i Hercegowinie, w Federacji Bośni i Hercegowiny, w kantonie środkowobośniackim, w gminie Travnik. W 2013 roku liczyła 574 mieszkańców, z czego większość stanowili Boszniacy.